# Iulia Havronina
Iulia Iurievna Havronina (în rusă Юлия Юрьевна Хавронина, n. 20 mai 1992, în Astrahan) este o handbalistă rusă care joacă pentru clubul Kastamonu pe postul de intermediar dreapta.

## Biografie
Iulia Havronina și-a petrecut primii ani de activitate la Zvezda Zvenigorod, cu care a jucat în finala Cupei Cupelor EHF ediția 2014. În 2015 s-a transferat la echipa maghiară Érd NK, unde a rămas până în iarna anului 2017, când a semnat un contract cu Toulon Saint-Cyr HB. În toamna anului 2018 a jucat la CSM Roman, iar după desființarea acestei echipe s-a transferat la SCM Gloria Buzău. În sezonul 2019-2020, Havronina a evoluat pentru SCM Craiova. Din vara lui 2020, Havronina joacă pentru Kastamonu Belediyesi GSK.

## Palmares
- Liga Campionilor:
  - Grupe principale: 2013
  - Grupe: 2010, 2011

- Cupa Cupelor EHF
  - Finalistă: 2014
  - Sfert-finalistă: 2010, 2011, 2012, 2015, 2016

- Cupa EHF:
  - Grupe: 2017
  - Turul 2: 2020

- Campionatul Rusiei
  -  Medalie de bronz: 2013

- Cupa Rusiei
  -  Câștigătoare: 2011, 2014

- Supercupa Rusiei
  -  Câștigătoare: 2014

- Nemzeti Bajnokság I
  -  Medalie de bronz: 2016, 2017

- Magyar Kupa
  - Finalistă: 2016